# Cardiff, Alabama
Cardiff là một thị trấn thuộc quận Jefferson, tiểu bang Alabama, Hoa Kỳ. Dân số năm 2009 là 81 người, mật độ đạt 125 người/km².